# Michele Pagano

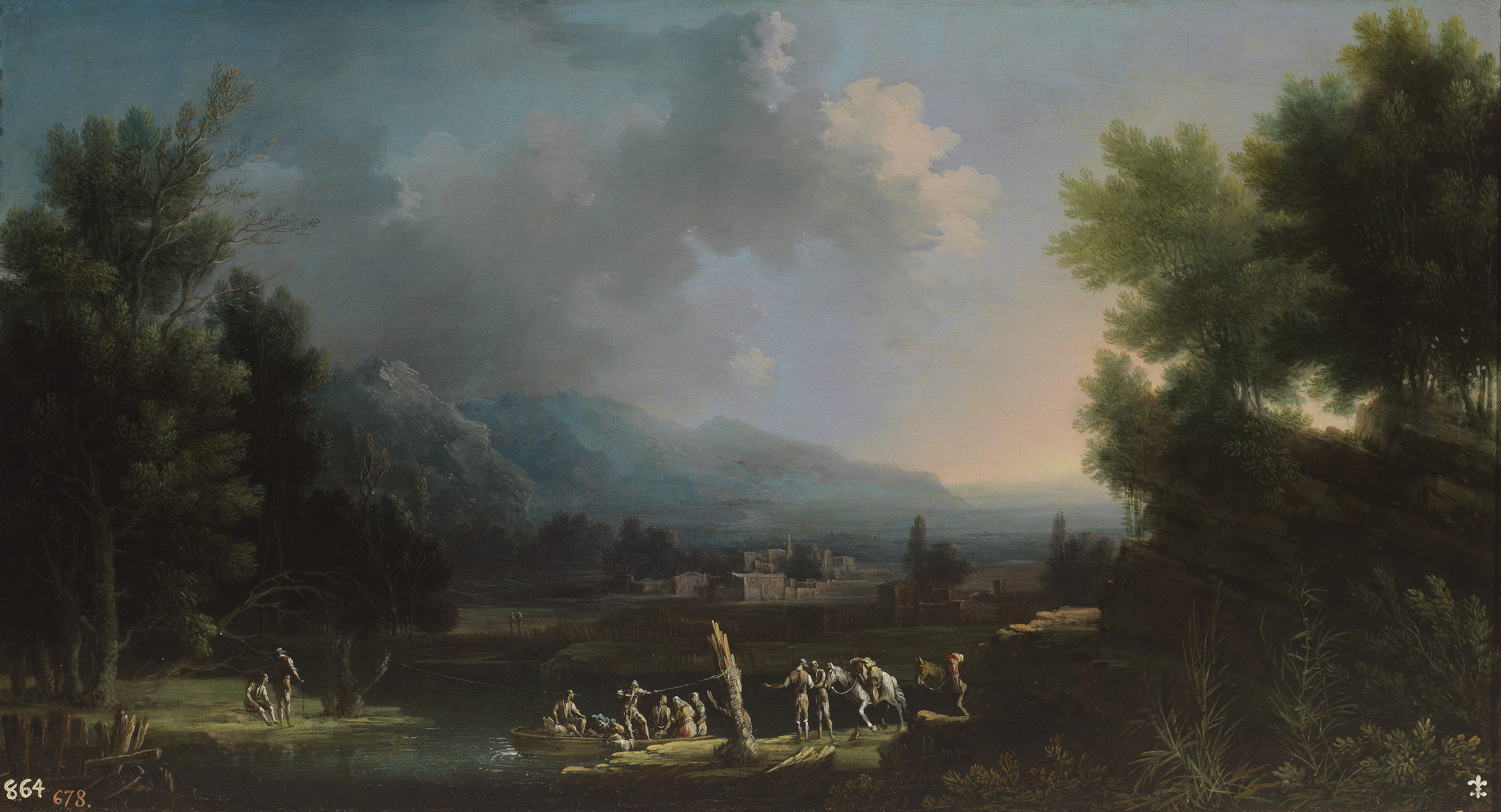
Michele Pagano, Paesaggio, Museo del Prado

Michele Pagano (Napoli, 1697 – post 1750) è stato un pittore italiano.

## Biografia
Michele Pagano, allievo di Gaetano Martoriello, nacque a Napoli nel 1697 ed è documentato fino al 1750. La sua opera rientra nella corrente del paesaggismo, inaugurato da Salvator Rosa. Partito da un proficuo contatto con il maestro, si cimentò in raffinate vedute, con marine del litorale mediterraneo, con lussureggianti paesaggi con santi in solitario pentimento, con scene pastorali animate da piccoli viandanti.
Nei suoi dipinti sono presenti gli ingredienti tipici del paesaggio tradizionale, nuovamente esaltati in una atmosfera chiara ed ariosa, contraddistinta da una pausata articolazione. Pagano infatti predilige un'impaginazione compositiva squisitamente scenografica, con grandi e nodosi alberi secolari che fungono da quinte laterali ad un gustoso teatro naturale, permeato da una soffusa atmosfera malinconica.
Il pittore e storico De Dominici - che conobbe personalmente il pittore - nelle sue Vite riporta aneddoti su Michele Pagano, dal carattere fortemente colorito e a volte non precisiː parla infatti della sua prematura scomparsa, nel 1732, che è contraddetta dalla presenza, in collezioni italiane e straniere, di dipinti da lui firmati e datati 1742, 1743 e 1750.
Il biografo scrive inoltre che Pagano gli era stato raccomandato dalla duchessa di Laurenzana Aurora Sanseverino, al tempo in cui De Dominici dimorava in casa di questa grande appassionata di pittura. Racconta poi che egli stesso aveva deciso di far esercitare il talentuoso paesaggista sui bei Paesi del Beich che fresco aveva comperato l'Abate Nicolò Giovo, che faceva anch'egli parte dell'entourage di questa dama. Lo storiografo settecentesco ricorda infine di aver insegnato personalmente a Michele Pagano i precetti prospettici, e del punto orizzontale dell'occhio: come ancora delle ore del giorno, nelle quali devono dipingersi i paesi, e gli accidenti che portano seco.
La Galleria dell'Accademia di belle arti di Napoli possiede due opere di Michele Paganoː Paesaggio con la vendemmia, olio su rame, 35,5x20 cm e Paesaggio con fiume, olio su rame, 35,5x20,5 cm.